# برودین
برودین (به آلمانی: Breydin) یک شهر در آلمان است که در بارنیم واقع شده‌است. برودین ۸۵۲ نفر جمعیت دارد.